# Colonia Solidaridad, Valle de Santiago
Colonia Solidaridad är en ort i Mexiko.   Den ligger i kommunen Valle de Santiago och delstaten Guanajuato, i den centrala delen av landet, 240 km väster om huvudstaden Mexico City. Colonia Solidaridad ligger 1 779 meter över havet och antalet invånare är 130.
Terrängen runt Colonia Solidaridad är kuperad åt sydväst, men åt nordost är den platt. Runt Colonia Solidaridad är det ganska tätbefolkat, med 166 invånare per kvadratkilometer. Närmaste större samhälle är Valle de Santiago, 2,8 km nordost om Colonia Solidaridad. Trakten runt Colonia Solidaridad består till största delen av jordbruksmark.